# Степанов, Михаил Петрович (архитектор)
Михаил Петрович Степанов (1824—1888) — русский архитектор.

## Биография
Родился в 1834 году.
Учился в Московском дворцовом архитектурном училище; в 1859 году получил звание «назначенного в академики» за проект Никитской церкви в Москве.
В 1865—1868 годах был привлечён к проектированию ансамбля Московского газового завода; в 1869—1874 годах был сверхштатным техником строительного отделения завода. С 1873 года — архитектор 1-й Градской больницы, с 1876 года — Павловской больницы. В 1872 году занимался перестройкой Духовного училища в Донском монастыре (Донская пл., 1). В 1877—1878 годах построил доходный дом Товарищества Даниловской мануфактуры (Старопанский переулок, 1/5).
Умер в Динабурге 29 марта (10 апреля) 1888 года.